# Monuments històrics de l'antiga Kyoto
Els monuments històrics de l'antiga Kyoto són un conjunt de 17 monuments situats principalment a la ciutat de Kyoto, però també a les properes Uji i Ōtsu. En total, són 13 temples budistes, tres santuaris sintoistes i també hi ha un castell. Els monuments inclouen 38 edificis designats pel govern japonès com tresors nacionals, 160 propietats designades com a propietats culturals, vuit jardins designats com a llocs d'especial bellesa escènica, i quatre designats com a llocs de bellesa escènica. Varen ser inscrits en la llista del Patrimoni de la Humanitat de la UNESCO el 1994.

## Criteris de selecció
Kyoto té un nombre considerable d'edificis històrics, a diferència d'altres ciutats japoneses que van perdre edificis durant les invasions estrangeres i les guerres; i té la major concentració de béns culturals designats al Japó. Encara devastat per les guerres, incendis i terratrèmols durant els seus onze segles com a capital imperial, Kyoto es va salvar de gran part de la destrucció esdevinguda per la Segona Guerra Mundial. Es va salvar del bombardeig gairebé universal de les grans ciutats del Japó, en part, per haver sigut preservat com l'objectiu principal de la bomba atòmica. Va ser retirat després de la llista d'objectius de la bomba atòmica, per intervenció personal del Secretari de Guerra Henry Lewis Stimson, que pretenia salvar aquest centre cultural que coneixia bé per haver-hi estat durant el seu viatge de noces i visites diplomàtiques posteriors. Com a resultat, Nagasaki es va afegir com a objectiu.
Els 17 monuments inclosos com a patrimoni de la humanitat comprenen un període entre el segle X i el segle xix, i cada un és representatiu del període en què fou construït. La importància històrica de la regió de Kyoto va ser presa en compte per la UNESCO en el procés de selecció.

## Monuments
| Nom | Tipus                      | Situació                                                                        | Imatge |
| --- | -------------------------- | ------------------------------------------------------------------------------- | ------ |
| Kamigamo-jinja (賀茂別雷神社, Kamo Wake-ikazuchi Jinja), Santuari Kamigamo (上賀茂神社, Kamigamo Jinja) | santuari shrine            | Kita-ku, 35° 03′ 37″ N, 135° 45′ 10″ E / 35.06028°N,135.75278°E                 |        |
| Shimogamo-jinja (賀茂御祖神社, Kamo Mioya Jinja), Santuari Shimogamo (下鴨神社, Shimogamo Jinja)        | santuari shrine            | Sakyō-ku, 35° 02′ 20″ N, 135° 46′ 21″ E / 35.03889°N,135.77250°E                |        |
| Kyōōgokoku-ji (教王護国寺), Tō-ji (東寺)                                                                | temple Shingon             | Minami-ku, 34° 58′ 51.48″ N, 135° 44′ 48.02″ E / 34.9809667°N,135.7466722°E     |        |
| Kiyomizu-dera (清水寺)                                                                                  | temple budista independent | Higashiyama-ku, 34° 59′ 41.39″ N, 135° 47′ 6.01″ E / 34.9948306°N,135.7850028°E |        |
| Enryaku-ji (延暦寺)                                                                                     | temple Tendai              | Ōtsu, 35° 4′ 13.62″ N, 135° 50′ 27.33″ E / 35.0704500°N,135.8409250°E           |        |
| Daigo-ji (醍醐寺)                                                                                       | temple Shingon             | Fushimi-ku, 34° 57′ 3.57″ N, 135° 49′ 10.51″ E / 34.9509917°N,135.8195861°E     |        |
| Ninna-ji (仁和寺)                                                                                       | temple Shingon             | Ukyō-ku, 35° 1′ 51.63″ N, 135° 42′ 49.58″ E / 35.0310083°N,135.7137722°E        |        |
| Byōdō-in (平等院)                                                                                       | temple Jodo shu Tendai     | Uji, 34° 53′ 21.45″ N, 135° 48′ 27.69″ E / 34.8892917°N,135.8076917°E           |        |
| Ujigami Shrine (宇治上神社, Ujigami Jinja)                                                              | santuari Shinto            | Uji, 34° 53′ 31″ N, 135° 48′ 41″ E / 34.89194°N,135.81139°E                     |        |
| Kōzan-ji (高山寺)                                                                                       | temple Shingon             | Ukyō-ku, 35° 3′ 36.39″ N, 135° 40′ 42.85″ E / 35.0601083°N,135.6785694°E        |        |
| Saihō-ji (西芳寺) (Temple de molsa (苔寺, Koke-dera)                                                    | temple Rinzai              | Nishikyō-ku, 34° 59′ 31.06″ N, 135° 40′ 59.93″ E / 34.9919611°N,135.6833139°E   |        |
| Tenryū-ji (天龍寺)                                                                                      | temple Rinzai Tenryu       | Ukyō-ku, 35° 0′ 57.47″ N, 135° 40′ 25.58″ E / 35.0159639°N,135.6737722°E        |        |
| Rokuon-ji (鹿苑寺) (Temple del Pavelló Daurat (金閣寺, Kinkaku-ji)                                      | temple Rinzai              | Kita-ku, 35° 2′ 21.85″ N, 135° 43′ 45.71″ E / 35.0394028°N,135.7293639°E        |        |
| Jishō-ji (慈照寺) (Temple del Pavelló de Plata (銀閣寺, Ginkaku-ji)                                     | temple Rinzai              | Sakyō-ku, 35° 1′ 36.75″ N, 135° 47′ 53.7″ E / 35.0268750°N,135.798250°E         |        |
| Ryōan-ji (竜安寺、龍安寺, Temple del drac pacífic)                                                      | temple Rinzai Myoushinji   | Ukyō-ku, 35° 2′ 4.18″ N, 135° 43′ 5.71″ E / 35.0344944°N,135.7182528°E          |        |
| Nishi Hongan-ji (西本願寺)                                                                              | temple Jodo Shinshu        | Shimogyō-ku, 34° 59′ 31.37″ N, 135° 45′ 5.81″ E / 34.9920472°N,135.7516139°E    |        |
| Castell Nijō (二条城, Nijō-jō)                                                                          | castell                    | Nakagyō-ku, 35° 0′ 50.96″ N, 135° 44′ 51.0″ E / 35.0141556°N,135.747500°E       |        |